# Prelesje, Litija
Prelesje je naselje v Občini Litija.